# Ladytron

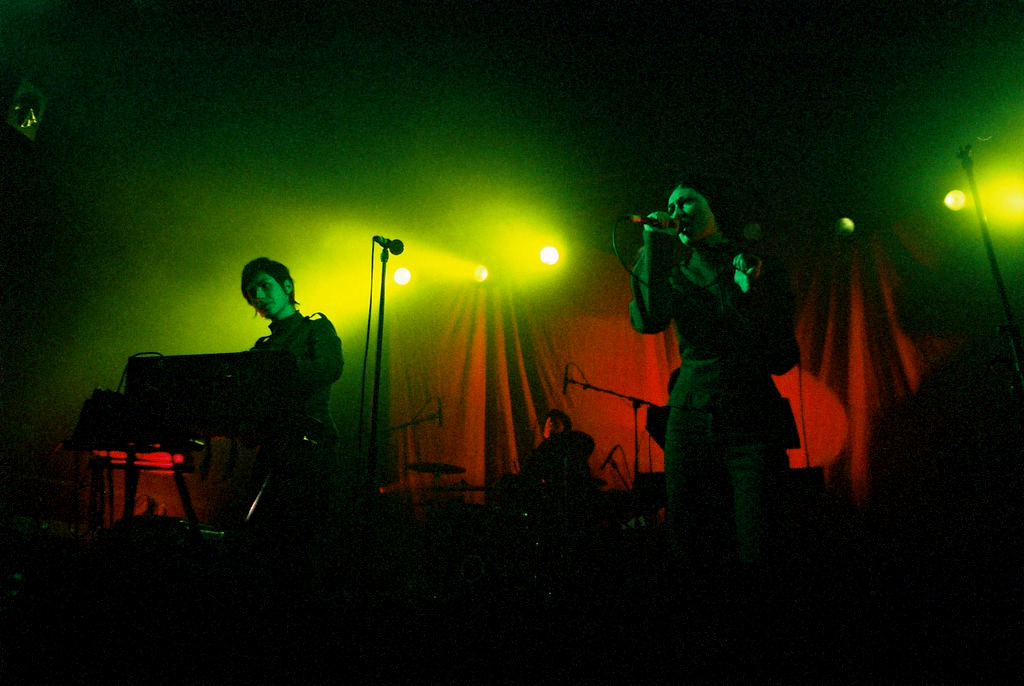
Ladytron (Londres, 2003)

Ladytron est un groupe de musique électronique formé en 1999 à Liverpool, Royaume-Uni. Son nom fait référence à une chanson du groupe Roxy Music.
Il utilise beaucoup d'anciens synthétiseurs analogiques. Les paroles, souvent obscures, sont principalement constituées de bribes de la vie quotidienne. Elles sont parfois écrites en bulgare par Mira Aroyo, membre du groupe originaire de Bulgarie. En plus des synthétiseurs, le groupe utilise en concert une guitare, une basse et une batterie. Contrairement à beaucoup d'artistes électroniques, Ladytron tâche de ne pas se servir de samples sur scène, préférant jouer du synthétiseur en direct.
Les albums sont fondés sur un équilibre entre une structure pop et des sons électroniques analogiques, tendant parfois vers des sonorités plus expérimentales.
Le 14 mars 2023 Reuben Wu quitte le groupe pour se consacrer à sa carrière de photographe.

## Discographie

### Albums studio
- 2001 - 604
- 2002 - Light & Magic
- 2005 - Witching Hour
- 2008 - Velocifero
- 2011 - Gravity the Seducer
- 2019 - Ladytron
- 2023 - Time's Arrow

### Albums en public
- 2009 - Live at London Astoria 16.07.08

### Compilations
- 2010 - Velocifero: Remixed & Rare
- 2011 - 604: Remixed & Rare
- 2011 - Light & Magic: Remixed & Rare
- 2011 - Witching Hour: Remixed & Rare
- 2011 - Best of 00-10
- 2011 - Best of Remixes
- 2013 - Gravity the Seducer Remixed
- 2022 - Ladytron: Remixed & Rare
- 2024 - Time's Arrow Remixed

### Collaboration
- 2010 - Birds of Prey et Little Dreamer avec Christina Aguilera dans son album Bionic.

## Apparition dans la culture populaire
Un certain nombre de chansons de Ladytron ont été utilisées dans les bandes originales de films, séries ou jeux vidéo.
- Seventeen : bande son du film Party Monster (2003); publicité du parfum 'Inspire' de Christina Aguilera; bande son de la série Pigalle, la nuit;
- Fighting in Built up Areas : bande son du jeu Need For Speed: Carbon ; bande son du programme de la BBC The Real Hustle;
- Playgirl : bande originale de la série The L Word, épisode 206 (Lagrima de Oro);
- Destroy Everything You Touch : bande originale des films Smiley Face de Gregg Araki, The September Issue de R.J.Cutler et Mammoth de Lukas Moodysson. Également bande son du jeu FIFA Coupe du Monde 06;
- International Dateline : bande originale du film Mammoth de Lukas Moodysson;
- Versus : bande originale du film Mammoth de Lukas Moodysson;
- Runaway : bande son du jeu FIFA 09;
- Ghosts : bandes son des jeux vidéo Need for Speed: Undercover, Les Sims 3 et LittleBigPlanet 2;
- Burning up : bande son de la série Fringe, saison 1 épisode 18;
- Discotraxx : bande originale du film Plague Town;
- Aces of hz : bande son du jeu FIFA 11;
- Weekend : bande originale du film Kaboom.
- Destroy everything you touch : chanson de l'épisode 2 saison 1 de Série Noire.

## Interviews
- Novembre 2006 - Ladytron Interview at Gearwire.com
- 28 août 2005 - The Independent Interview
- 7 mars 2003 - Video Vision Interview
- 2002 - Chachi Jones Interview
- Décembre 2002 - Proper Top Interview
- 21 novembre 2002 - BBC Collective Interview
- 2002 - Chao Control Digizine Interview
- 28 juin 2001 - Jound.com Interview
- Octobre 2000 - FREEwilliamsburg Interview